# Karl Rauch (Künstler)

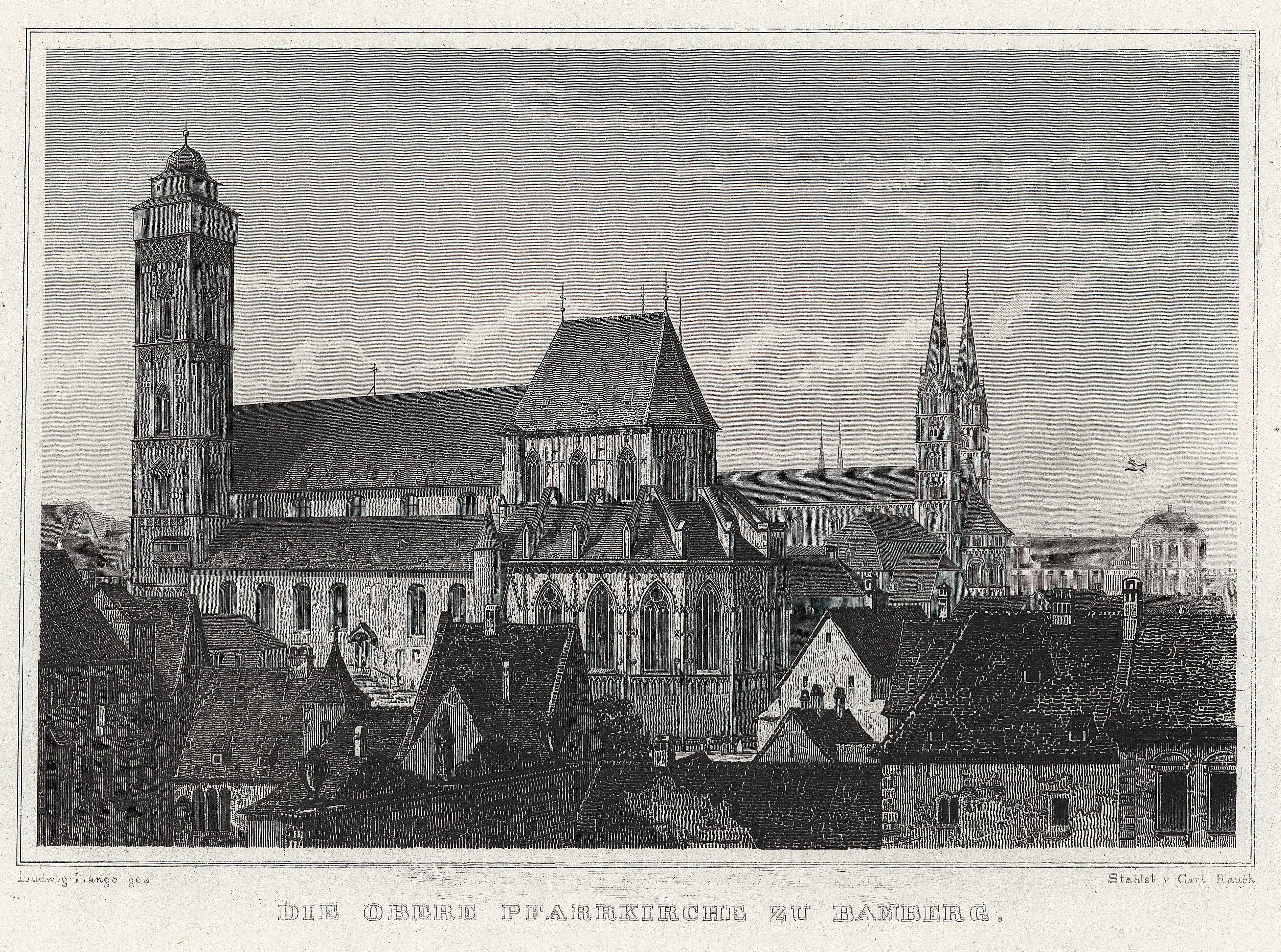
Stahlstich von Karl Rauch: Die obere Pfarrkirche zu Bamberg

Karl (auch Carl) Rauch (* 1804 in  Darmstadt; † unbekannt) war ein deutscher Kupferstecher, Stahlstecher, Illustrator und Architekturzeichner.

## Leben und Wirken
Rauch war der Bruder und Schüler von Ernst Rauch. Ab dem Jahr 1839 hielt sich Rauch für mehrere Jahre in London auf, um sich bei H. Le Keux weiterzubilden. Er wurde von der britischen Architektengesellschaft zum Ehrenmitglied ernannt und besaß mehrere Kupferstiche seines Bruders, darunter das Bildnis des Chemikers Justus von Liebig.
Werke (Auswahl)
- Rauch zeichnete und stach die Tafeln zu Ludwig Langes „Original-Ansichten der vornehmsten Städte in Deutschland“, Darmstadt 1832ff.
- Rauch zeichnete und stach die Tafeln zu Georg Mollers „Denkmäler der deutschen Baukunst“, Darmstadt 1846f.